# Nilus marginatus
Nilus marginatus là một loài nhện trong họ Pisauridae.
Loài này thuộc chi Nilus. Nilus marginatus được Eugène Simon miêu tả năm 1888.